# Osvaldo Polimanti
Osvaldo Polimanti (ur. 17 stycznia 1869 w Otricoli, zm. 27 października 1947 w Otricoli) – włoski lekarz, fizjolog. Dyrektor Instytutu Fizjologii na Uniwersytecie w Perugii.